# فرانسيسكو ييستي
فرانسيسكو خافيير ييستي نافارو (بالإسبانية: Fran Yeste)، من مواليد 6 ديسمبر 1979 في بلباو في إسبانيا، لاعب كرة قدم إسباني.
بدأ مسيرته الكروية مع نادي أثلتك بلباو في عام 1998 [بحاجة لمصدر]، وهو يلعب معهم حتى الآن.

## روابط خارجية
- فرانسيسكو ييستي على موقع الاتحاد الدولي (مؤرشف)  (الإنجليزية)
- فرانسيسكو ييستي على موقع قاعدة بيانات كرة القدم.إي يو (الإنجليزية)
- فرانسيسكو ييستي على موقع Soccerway.com (الإنجليزية)
- فرانسيسكو ييستي على موقع عالم كرة القدم.نت (الإنجليزية)